# Christian Maggio
Christian Maggio (* 11. Februar 1982 in Montecchio Maggiore) ist ein ehemaliger italienischer Fußballspieler und heutiger -trainer. Er ist aktuell Co-Trainer der U21-Auswahl Italiens.

## Spielerkarriere

### In den Vereinsmannschaften
Maggio begann seine Karriere bei Vicenza Calcio. Er gab am 1. Oktober 2000 in der Partie gegen den AC Mailand sein Debüt in der Serie A. In der Saison 2000/01 absolvierte er sechs Ligaspiele bei Vicenza und stieg mit dem Verein zum Saisonende in die Serie B ab. In der darauffolgenden Saison kam er in 27 Serie-B-Spielen zum Einsatz, dabei gelang ihm ein Tor. Nachdem er in der Saison 2002/03 nur zu fünf Einsätzen bei Vicenza Calcio gekommen war, wechselte er im Sommer 2003 nach Florenz. Bei der Fiorentina schaffte er es sich einen Stammplatz zu erkämpfen. Er bestritt in der ersten Saison 40 Ligaspiele und erzielte einen Treffer. In den folgenden zwei Jahren erhielt Christian Maggio nicht mehr soviel Spielpraxis: Nachdem er sich verletzt hatte und in der Hinrunde nur drei Ligaspiele bestritten hatte, wurde er für den Rest der Saison 2005/06 zum FBC Treviso verliehen. Er absolvierte dort elf Ligaspiele, in denen er ohne Torerfolg blieb. Er kehrte zur Fiorentina zurück, wurde aber für die komplette Saison 2006/07 an Sampdoria Genua verliehen. In Genua konnte er sich wieder stabilisieren und erholte sich von den Verletzungen. Nach 31 Partien und zwei Toren in der Serie A beschlossen die Verantwortlichen, die Kaufoption auf Maggio zu ziehen, und so wechselte er zur Saison 2007/08 definitiv nach Genua. Es gelang ihm sein endgültiger Durchbruch: In 29 Spielen erzielte er neun Tore für die Blucerchiati. Im Sommer 2008 verpflichtete ihn der Ligakonkurrent SSC Neapel. Auch in Neapel zeigte er ansprechende Leistungen. Bei Neapel trug er die Rückennummer 11. Dank guter Leistungen in Neapel wurde Maggio auch ein wichtiger Spieler der italienischen Fußballnationalmannschaft. In den Morgenstunden des 14. März 2014 erlitt er ein Pneumothorax und wurde in eine Klinik eingeliefert. Von 2015 an nahm Maggio nur noch die Rolle des Rotationsspielers ein, da er von Elseid Hysaj verdrängt wurde. 2018 wechselte Maggio in die Seire B zu Benevento Calcio, wo er auf Anhieb auch Kapitän wurde. In der Siaosn 2019/20 gelang die Meisterschaft in der Serie B. Nach nur noch wenigen Einsätzen in der Hinrunde der Folgesaison wechselte Maggio Anfang 2021 zur US Lecce. Sein auslaufender Vertrag wurde nicht verlängert, sodass Magio zunächst vereinslos war. In der Rückrunde der Saison 2021/22 verpflichtete ihn sein Jugendverein L.R. Vicenza nochmals. Im Sommer 2022 beendete Maggio seine Karriere.

### In der Nationalmannschaft
Christian Maggio ist mehrfacher italienischer U-18-, U-20- und U-21-Nationalspieler. Für die italienische A-Nationalmannschaft debütierte er am 19. November 2008 unter Marcello Lippi in der Partie gegen Griechenland. Sein Pflichtspieldebüt bestritt er am 24. Juni 2010 bei der Weltmeisterschaft in Südafrika, als er im letzten Gruppenspiel gegen die Slowakei zur Halbzeit eingewechselt wurde.
Am 18. März 2015 gab Maggio seinen Rücktritt aus der Nationalmannschaft bekannt. Sein letztes Spiel für die Squadra Azzurra absolvierte er bereits am 5. März 2014 gegen Spanien. Zuletzt nominiert wurde er im November 2014 für die Partie gegen Kroatien.

## Trainerkarriere
Nach seinem Karriereende war Maggio zunächst als Kommentator für den Streamingdienst DAZN tätig. Von 2023 bis 2024 war er Co-Trainer der U15-Auswahl Italiens. Seit 2024 ist er Co-Trainer von Carmine Nunziata bei der U21-Nationalmannschaft.

## Erfolge und Auszeichnungen
Auf Vereinsebene
- Aufstieg in die Serie A: 2003/04
- Italienischer Pokalsieger: 2011/12, 2013/14
- Italienischer Zweitligameister: 2019/20

Als Nationalspieler
- Vizeeuropameister: 2012
- Dritter des Confed-Cups: 2013

Auszeichnungen
- Team des Jahres der Serie A: 2011, 2012, 2013

## Verweise